# Telegrafisten
Pour plus de détails, voir Fiche technique et Distribution.
Telegrafisten est un film norvégien réalisé par Erik Gustavson, sorti en 1993.

## Synopsis
Dans les années 1900, la rencontre de Mack, notable du nord-ouest de la Norvège et du télégraphiste Rolandsen.

## Fiche technique
- Titre : Telegrafisten
- Réalisation : Erik Gustavson
- Scénario : Lars Saabye Christensen d'après le roman Sværmere de Knut Hamsun
- Musique : Randall Meyers
- Photographie : Philip Øgaard
- Montage : Sylvia Ingemarsson
- Production : Tomas Backström et Petter J. Borgli
- Société de production : Metronome Productions, Nordic Screen Development, Norsk Film et Schibsted Film
- Pays :  Norvège et  Danemark
- Genre : Drame
- Durée : 102 minutes
- Dates de sortie : 
  -  Norvège : 4 avril 1993

## Distribution
- Bjørn Floberg : Ove Rolandsen
- Marie Richardson : Elise Mack
- Jarl Kulle : Mack
- Ole Ernst : le capitaine Henriksen
- Kjersti Holmen : Jomfru Van Loos
- Bjørn Sundquist : Levion
- Elisabeth Sand : la femme du pasteur
- Svein Sturla Hungnes : le pasteuur
- Camilla Strøm Henriksen : Olga
- Johan H:son Kjellgren : Fredrik
- Knut Haugmark : Enok
- Reidar Sørensen : Ulrik
- Gørild Mauseth : Ragna

## Distinctions
Le film a été présenté en sélection officielle en compétition lors de Berlinale 1993.